# Economía de Andalucía
La economía andaluza es la tercera economía de España en cuanto al tamaño de su producto interior bruto. Por la renta que produce y la población que mantiene empleada, el sector terciario es el más importante. Dentro del sector primario regional hay un predominio del subsector agrícola, mientras que la industria se localiza fundamentalmente en la zona occidental, la franja costera y los principales núcleos de población. Sevilla es considerada la capital económica de Andalucía, ya que es la provincia que cuenta con mayor PIB, que aglutina más empresas y una economía más diversificada, desestacionalizada y estable.
Características generales. Resumiendo los principales rasgos de la economía andaluza son:
- Según Eurostat, Andalucía posee el peor mercado laboral de la Europa comunitaria, al alcanzar en 2011 la tasa de paro más elevada de toda la UE.[7] En el año 2013 ese negativo dato siguió incrementándose hasta alcanzar el 36,87 % en el primer trimestre[8] (la media de España es del 18,91%).[9]

- Andalucía es la comunidad autónoma con mayor número de funcionarios de toda España, contando con 499 974 funcionarios en (2010). Por provincias, Sevilla es la que concentra mayor número de funcionarios de las tres administraciones públicas (local, autonómica y estatal), con 120 806. La provincia de Sevilla acumula mayor número de funcionarios que nueve comunidades autónomas y 47 provincias españolas de población inferior a la de la provincia sevillana, y concentra el 24,16 % de todos los funcionarios de la región.[10] El resto de los empleados públicos de la región se repartirían en Cádiz, con 80 502; Málaga, con 76 127; Granada, con 61 450; Córdoba, con 48 550; Jaén, con 41 102; Almería, con 37 806; y Huelva, con 33 631.[11] Sin embargo, si se observa la estadística del número total de funcionarios en relación a la población total de la comunidad, y según datos del ministerio de hacienda del 1 de enero de 2014, publicados en Expansión, la comunidad autónoma de Andalucía tiene un porcentaje 5,7 % de funcionarios respecto de la población. Dicho porcentaje es inferior a los de Madrid, Aragón, Castilla-La Mancha, Castilla y León, Extremadura o Canarias.

- En 2013, Andalucía se situaba como la comunidad autónoma con mayor cantidad de  pobres de España, de manera equiparable a la proporción de la población andaluza respecto a la total de España, uno de cada cuatro españoles pobres es andaluz. Cerca de 3,5 millones de andaluces viven en el umbral de la miseria, lo que supone más del 40 % de la población según la tasa Arope.[12][13] Según la Encuesta de Condiciones de Vida (ECV) del Instituto Nacional de Estadística (INE), sería el 31 por ciento de los andaluces quienes viven por debajo del umbral de la pobreza y sitúan al 55 por ciento de los hogares en grave riesgo.[14]

- Balanza comercial negativa, empeorando en los últimos años debido al peso de las importaciones de petróleo y de bienes de consumo (importaciones 14 261 Millones de euros, exportaciones 17 535 millones de euros).

- Peso decreciente del sector primario dentro del valor añadido bruto (VAB) andaluz, hasta situarse en un 5.5 % en 2005.

- Excesivo peso de la construcción (sector muy intensivo en empleo), principal responsable del crecimiento del VAB andaluz en la primera década de 2000, con una contribución de un 13 % al VAB en 2005.

- Tímido crecimiento, casi estancamiento, de la industria (12 % del VAB), dentro de la cual sigue teniendo gran importancia la industria agroalimentaria.

- El sector servicios supone un 62 % aproximadamente del VAB. Dentro de este sector es especialmente importante el sector turístico, con más de 30 millones de turistas en 2019.[15]

## Indicadores económicos
Según datos correspondientes al año 2021, el Producto Interior Bruto andaluz, a precios de mercado, se eleva a 170.413 millones de euros, lo que implica un crecimiento superior al ritmo de crecimiento de España y de la eurozona.
En el período 2010-2021 la población andaluza ha experimentado un crecimiento de 242.036 personas, alcanzando una población de 8.518.053, lo que da como resultado un PIB per cápita de 20 018 euros. Este PIB per cápita la situaría en un 61,7% de la media correspondiente a la UE-25, es decir, fuera del objetivo de convergencia.
La renta por habitante de la comunidad se situó en 2021 en 20 018€, que sigue siendo una de las más bajas de España. Si bien el crecimiento de la comunidad especialmente en los sectores de industria y servicios fue superior a la media de España, no es así si se compara con las comunidades más dinámicas y de la eurozona, lo que hace prever que la brecha persista en años venideros.
Distribución por provincias del Producto Interior Bruto a precios de mercado andaluz según IECA del año 2021:
| Estimación provincial del PIB a precios de mercado Año 2021 (España índice=100) |                                  |                  |                    |        |
| Provincia                                                                       | PIB precios de mercado (miles €) | Población (2021) | PIB per cápita (€) | Índice |
| Provincia de Almería                                                            | 16.459.610                       | 731.792          | 22.492             | 88,3   |
| Provincia de Cádiz                                                              | 22.998.133                       | 1.245.960        | 18.458             | 72,5   |
| provincia de Córdoba                                                            | 14.562.717                       | 776.789          | 18.747             | 73,6   |
| Provincia de Granada                                                            | 18.148.760                       | 921.338          | 19.698             | 77,4   |
| Provincia de Huelva                                                             | 11.792.587                       | 525.835          | 22.427             | 88,1   |
| Provincia de Jaén                                                               | 11.466.926                       | 627.190          | 18.283             | 71,8   |
| Provincia de Málaga                                                             | 34.452.159                       | 1.695.651        | 20.318             | 79,8   |
| Provincia de Sevilla                                                            | 40.532.561                       | 1.947.852        | 20.808             | 81,7   |

Según el Anuario económico de La Caixa 2013, las diez primeras ciudades andaluzas por índice de actividad económica, cuyo valor refleja el peso relativo de la actividad económica de cada municipio, respecto al total de España (100.000), serían.-
| Ciudad               | Índice |
| Sevilla              | 1.678  |
| Málaga               | 1.566  |
| Córdoba              | 559    |
| Granada              | 488    |
| Jerez de la Frontera | 371    |
| Marbella             | 353    |
| Almería              | 331    |
| Huelva               | 275    |
| Cádiz                | 255    |
| Algeciras            | 246    |

Según el Anuario económico de La Caixa 2013 los índices de actividad económica de las provincias andaluzas, cuyo valor refleja el peso relativo de la actividad económica de cada provincia, respecto al total de España (100.000), serían.-
| Índice | 13.093 | 1.107 | 2.110 | 1.220 | 1.081 | 801 | 950 | 2.828 | 2996 |

### Desempleo en Andalucía
Según Eurostat, Andalucía poseyó el peor mercado laboral de la Europa comunitaria al alcanzar la tasa de paro más elevada de toda la UE. En el año 2012 ese negativo dato alcanzó el 35,42% en el tercer trimestre. Por otro lado la coyuntura económica ha ayudado a revertir en cierta medida esa situación. El paro en Andalucía a septiembre de 2019 se sitúa en el 20,1%; datos que si bien se encuentran lejos de la media estatal (un 14%) son bastante alentadores teniendo en cuenta la situación vivida durante e inmediatamente después de la crisis.
La siguiente tabla muestra los datos de desempleo en Andalucía del tercer trimestre del año 2014, tasa de desempleo, número total de parados, tasa de actividad y número de desempleados extranjeros en cada provincia.
| Provincias/CC.AA.                   | Almería | Cádiz   | Córdoba | Granada | Huelva | Jaén    | Málaga  | Sevilla | Andalucía |
| Tasa de desempleo                   | 37,53   | 41,26   | 35,73   | 36,3    | 35,97  | 35,8    | 30,44   | 33,49   | 35,21     |
| Número total de parados             | 130.600 | 244.700 | 132.300 | 161.800 | 89.000 | 105.200 | 244.400 | 311.100 | 1.419.100 |
| Tasa de actividad                   | 62,41   | 58,45   | 56,37   | 58,89   | 57,81  | 54,12   | 59,84   | 59,11   | 58,66     |
| Número total de parados extranjeros | 18.093  | 5.175   | 2.678   | 7.502   | 4.640  | 2.194   | 20.090  | 8.661   | 69.033    |

## Sector terciario
El sector terciario o servicios, tanto en términos de producción como de empleo, en las últimas décadas ha experimentado un crecimiento muy significativo en su participación en la economía. Ha pasado de ser un sector minoritario a ser ampliamente mayoritario en la mayor parte de las economías occidentales.
Este proceso se ha denominado terciarización de la economía y se ha manifestado, de forma peculiar, en la economía andaluza. De esta forma en 1975 el sector servicios producía un 51,1% del VAB andaluz y daba empleo a un 40,8%, mientras que en el año 2007, producía el 67,9% del VAB y el 66,43% de los empleos. Sin embargo este crecimiento del sector terciario se produjo antes que en otras economías desarrolladas y fue independiente del sector industrial.
En Andalucía el desarrollo anacrónico del terciario obedece a dos razones principales: 1. el capital andaluz ante la imposibilidad de competir con la industria de las regiones desarrolladas se ve obligado a emprender actividades de más fácil acceso. 2. La ausencia de un sector industrial que pueda absorber el excedente de mano de obra de la agricultura y el que se crea por la desaparición de una parte del artesanado conduce a la proliferación de cierto tipo de servicios con una productividad muy baja. Es, por tanto, el papel que la economía andaluza desempeña, dentro del proceso de desarrollo desigual, el que produce como resultado un terciario hipertrofiado e improductivo, que contribuye a reproducir las condiciones del subdesarrollo, obstaculizando la acumulación de capital.
La principal exportación andaluza en el primer trimestre del año 2007 han sido las legumbres y hortalizas con un 16,44% del total. Hay que destacar que estas exportaciones tiene un escaso valor añadido, puesto que el capítulo de exportaciones de preparados de legumbres y hortalizas presenta unas exportaciones del 2,72%. En cuanto a las importaciones, queda constancia de la gran dependencia energética de Andalucía ya que el 40,99% de los "inputs" son combustibles.
Para el primer trimestre del año 2008, el total de exportaciones tiene un valor de 3.968 millones de €, mientras que las importaciones fueron de 5.556 millones de €, presentando la balanza comercial exterior un claro déficit.
La distribución regional de las exportaciones andaluzas presentan una clara separación de las tres provincias más industrializadas, Cádiz, Huelva y Sevilla, que suponen respectivamente el 30%, el 19% y el 18% de las exportaciones andaluzas. Sin embargo para abastecer de materias primas y productos intermedios sus economías necesitan un gran volumen de importaciones (46%, 26% y 11%). De esta forma, Cádiz y Huelva presentan el mayor déficit comercial.
Por otra parte, las provincias de Almería, Jaén y Córdoba, altamente especializadas en la exportación de productos agroalimentarios, son las únicas que presentan saldos positivos en su balanza comercial. En una situación intermedia se encuentran Granada y Málaga.
Si atendemos al origen y destino de los productos del comercio andaluz, mayoritariamente se centra en la exportación de productos agroalimentarios y en la importación de productos energéticos. De esta forma los tres principales países receptores de productos andaluces son Alemania, Francia e Italia con un 33% del total de las exportaciones. Las economías de estos países absorben gran parte de los productos agroalimentarios andaluces. Por otra parte, Argelia, Nigeria y Rusia abastecen a Andalucía principalmente de petróleo con un 24,2% de las importaciones.

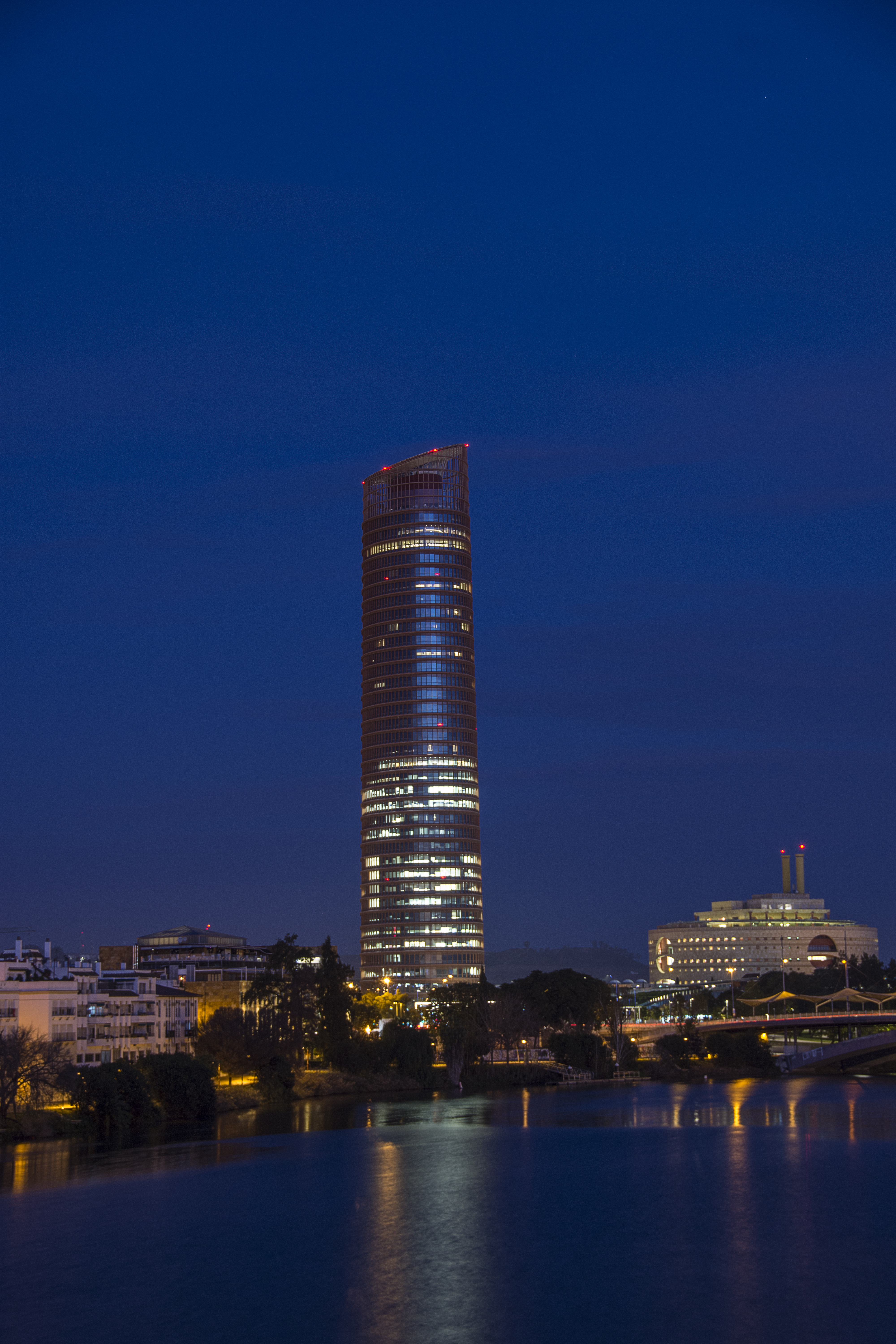
Sede andaluza de Caixabank en Sevilla.

El reto de Andalucía para el futuro es diversificar sus exportaciones a otros productos más elaborados y con mayor valor añadido y mitigar su dependencia de la importación de productos energéticos.

### Servicios financieros
- Caixabank
- Unicaja
- Cajamar

### Ciencia y Tecnología
Andalucía aporta el 14% de la producción científica española, precedida tan sólo por Madrid y Cataluña, si bien la inversión interna en I+D+I, como proporción del Producto Interior Bruto, es inferior a la media española. La escasa capacidad de investigación e innovación en la empresa y la baja participación del sector privado en el gasto en investigación tiene como resultado una concentración excesiva de la investigación en el sector público.
Las exportaciones de productos de alta y media tecnología de Andalucía alcanzaron los 7.628 millones de euros entre enero y octubre de 2022, lo que supone su récord histórico para este periodo desde que existen registros homologables (1995), gracias a un crecimiento del 21,6% interanual. Un incremento superior al de la media de España (+20,9% hasta los 138.644 millones). Sevilla es el principal polo tecnológico de Andalucía, exporta el 33% del total de los productos de alta y media tecnología.
La Consejería de Innovación, Ciencia y Empresa es el organismo autonómico que abarca las competencias de la universidad, la investigación, el desarrollo tecnológico, la industria y la energía. Esta consejería coordina y fomenta la investigación científica y técnica a través de centros en iniciativas especializadas como el Centro Andaluz de Ciencia y Tecnología Marina o la Corporación Tecnológica de Andalucía entre otros.
En el ámbito de la empresa privada, aunque también promovidos por la administración pública, han tenido una importancia fundamental los espacios tecnológicos repartidos por toda la comunidad, entre los que destacan el Parque Científico y Tecnológico Cartuja y el Parque Tecnológico de Andalucía. Algunos de estos parques se especializan en un sector determinado como Aerópolis en el sector aeroespacial o Geolit en el agroalimentario.

### Turismo
Con casi 30 millones de visitantes anuales cuyos principales destinos dentro de la comunidad son Sevilla, la Costa del Sol y Sierra Nevada, Andalucía es la cuarta comunidad autónoma por número de visitantes de toda procedencia, después de Cataluña, Baleares y Canarias. La mayor demanda turística se concentra en el periodo estival, concretamente en el mes de agosto, con un 13,26% de las pernoctaciones de todo el año, mientras que el mes de diciembre solo se producen un 5,36%.
Hay una elevada concentración de destinos en el litoral andaluz. El 75% del total de las pernoctaciones hoteleras de Andalucía se hacen en los municipios de costa y es donde se concentra la mayor oferta de hostelería, con más del 70% del total de la oferta de alojamientos reglados.
Junto al turismo de sol y playa también se observa un leve crecimiento del turismo de naturaleza, de interior y deportivo.
En cuanto al turismo cultural y de congresos, Andalucía cuenta con una gran riqueza patrimonial e histórica. Sus monumentos, catedrales, castillos o fortalezas, monasterios, cascos históricos y museos, así como una amplia red de palacios de ferias y exposiciones, hacen que este sector esté en clara expansión en la comunidad.
Según el Anuario económico de La Caixa 2013 los índices turísticos de las provincias andaluzas, cuyo valor refleja el peso relativo de la actividad turística de cada provincia, respecto al total de España (100.000), serían.-
| Índice | 18.330 | 1.931 | 2.775 | 646 | 1.763 | 1.153 | 319 | 6.967 | 2.777 |

## Sector secundario

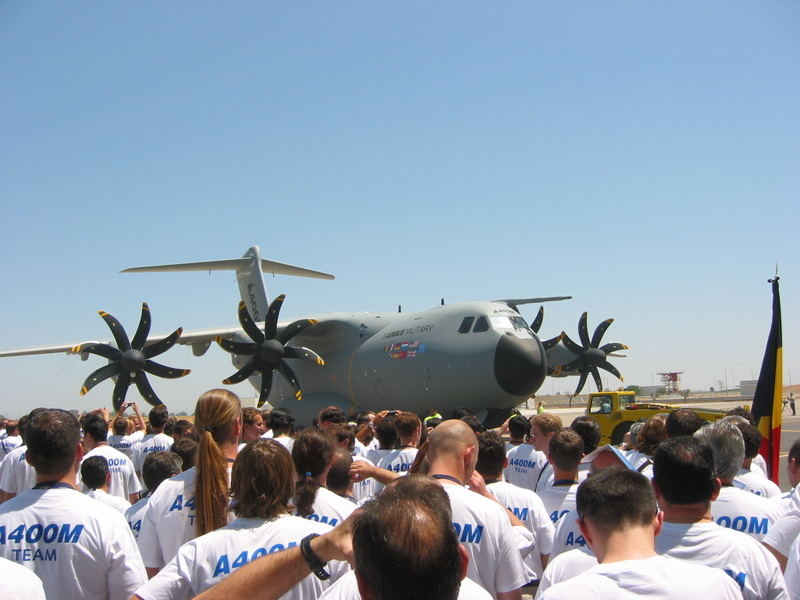
Presentación mundial del Airbus A400M, celebrada en Sevilla el 26 de junio de 2008.

### Industria
En cuanto a la transformación de los minerales hay que señalar que el desarrollo de las industrias en el siglo XIX ligadas a la extracción minera (Garrucha y Carboneras, Riotinto, El Pedroso, Peñarroya y Linares-La Carolina) fracasó. A principios del siglo XXI, pese a que existe una mayor integración intersectorial entre la extracción minera y la transformación industrial, ésta es aún insuficiente e incompleta:
- Metalúrgica: Solamente Huelva, Los Barrios (Acería) y en menor medida Linares tienen industrias ligadas a la transformación metálica.
- Centrales Térmicas: De las centrales de San Roque, Carboneras y Puente Nuevo, solo la última se abastece de carbón extraído en Andalucía.
- Química: Huelva presenta un número importante de empresas dedicadas a la fabricación de ácido sulfúrico, también presentes en el Campo de Gibraltar, Sevilla y Granada en menor medida. En la provincia de Jaén destaca, desde hace unos años, el sector del plástico.
- Cemento: en la producción de cemento, Andalucía al igual que España es una de las grandes productoras y la distribución de las factorías es muy dispersa: Niebla, Jerez, Málaga, Córdoba, Alcalá de Guadaíra, Torredonjimeno, Almería y Carboneras.
- Cerámica: principalmente concentrada en Bailén.
- Vidrio: Jerez concentra la fabricación de vidrio a través de la transformación de arenas silíceas.
- Mármol: los mármoles de Macael son los más abundantes.
- Pigmentos y colorantes: se obtienen ante todo en Málaga y Jaén.

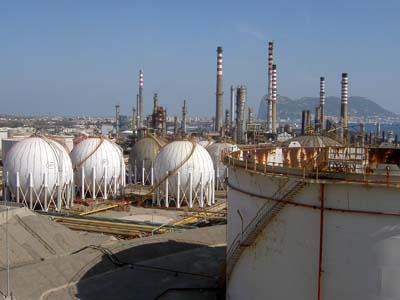
Refinería de Cepsa, en San Roque.

En cuanto a la infraestructura portuaria de entrada-salida de materias primas:
- Exportación: Almería, Huelva, Sevilla y Málaga.
- Importación: Cádiz, Carboneras y Huelva.

Según el Anuario económico de La Caixa 2013, las cinco primeras ciudades andaluzas por índice industrial, cuyo valor refleja el peso relativo de la actividad industrial de cada municipio, respecto al total de España (100.000), serían.-
| Ciudad               | Índice |
| Sevilla              | 1.150  |
| Málaga               | 664    |
| San Roque            | 622    |
| Palos de la Frontera | 452    |
| Córdoba              | 438    |

### Energía

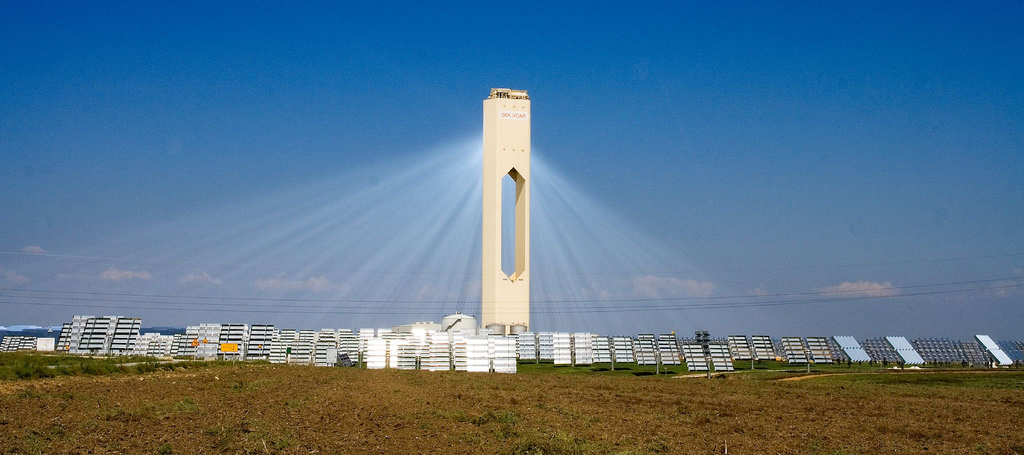
Central térmica solar PS10, en Sanlúcar la Mayor

La escasez de recursos combustibles de origen fósil, o su escaso poder calorífico, provoca una fuerte dependencia del petróleo importado, en el sector energético andaluz, si bien Andalucía cuenta con un gran potencial para el desarrollo de las energías renovables, sobre todo de la energía solar y de la eólica. La Agencia Andaluza de la Energía, creada en 2005, es el nuevo órgano gubernamental encargado de desarrollar la política autonómica con relación al abastecimiento energético de la comunidad.
La infraestructura para la producción de electricidad está compuesta por nueve grandes centrales térmicas; más de sesenta pequeñas centrales hidráulicas; dos parques eólicos; y catorce centrales cogeneradoras térmicas. La mayor empresa de este sector fue la Compañía Sevillana de Electricidad, fundada en 1894, hoy día absorbida por Endesa
Desde marzo de 2007, Andalucía alberga la primera central de energía termosolar de concentración de Europa: la central solar PS10, situada en Sanlúcar la Mayor y realizada por una empresa andaluza, Abengoa. Además existen otras centrales menores, como las de Cúllar y Galera (Granada), inauguradas recientemente por Geosol y Caja Granada. También en la provincia de Granada, concretamente en la Hoya de Guadix, están proyectadas dos grandes centrales termosolares (Andasol I y II) que suministrarán electricidad a cerca de medio millón de hogares. En el campo de la investigación y el desarrollo de la energía solar un centro importante es la Plataforma Solar de Almería, uno de los más importantes en Europa.
La mayor empresa del sector eólico es la Sociedad Eólica de Andalucía surgida de la fusión de las empresas Planta Eólica del Sur S.A. y Energía Eólica del Estrecho S.A.

## Sector primario

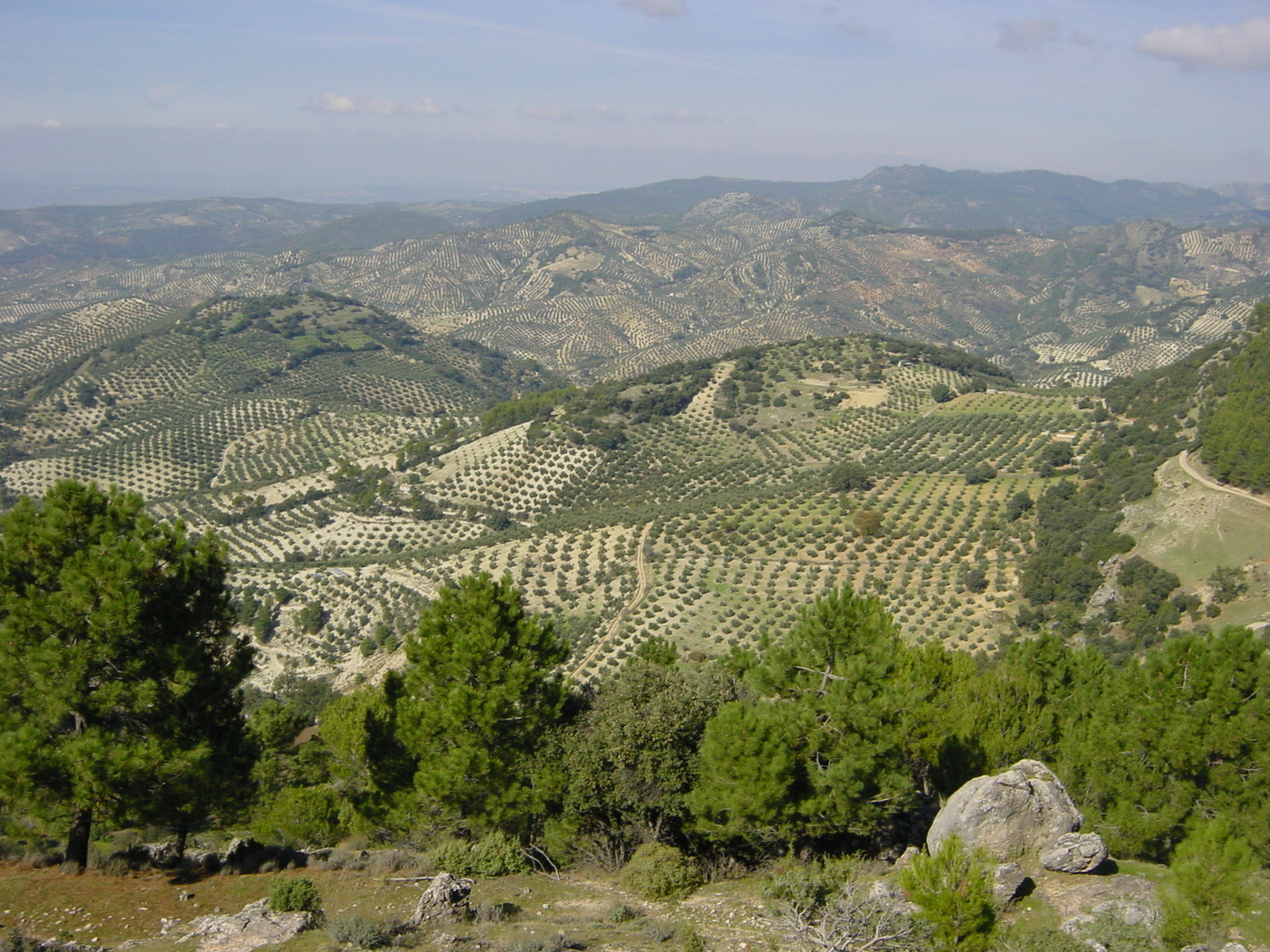
Olivares en Baños de la Encina, Jaén. El olivar es típico del campo andaluz.

El sector primario, a pesar de ser el que menos VAB aporta a la economía, sigue teniendo una gran importancia relativa con el resto de sectores productivos. Importancia que se hace mayor si lo comparamos con el sector primario de otras economías occidentales, donde se ha reducido a la mínima expresión. El sector primario produce el 8,26% del total y ocupa al 8,19% de la población activa. Sin duda es un sector poco competitivo ya que otras economías con mucha menor población ocupada producen mucho más. A esta importancia relativa del sector primario andaluz hay que añadir su larga tradición en Andalucía en la que está arraigado profundamente.
El sector primario se puede dividir en una serie de subsectores: agricultura, pesca, ganadería, caza, recursos forestales y minería.

### Agricultura

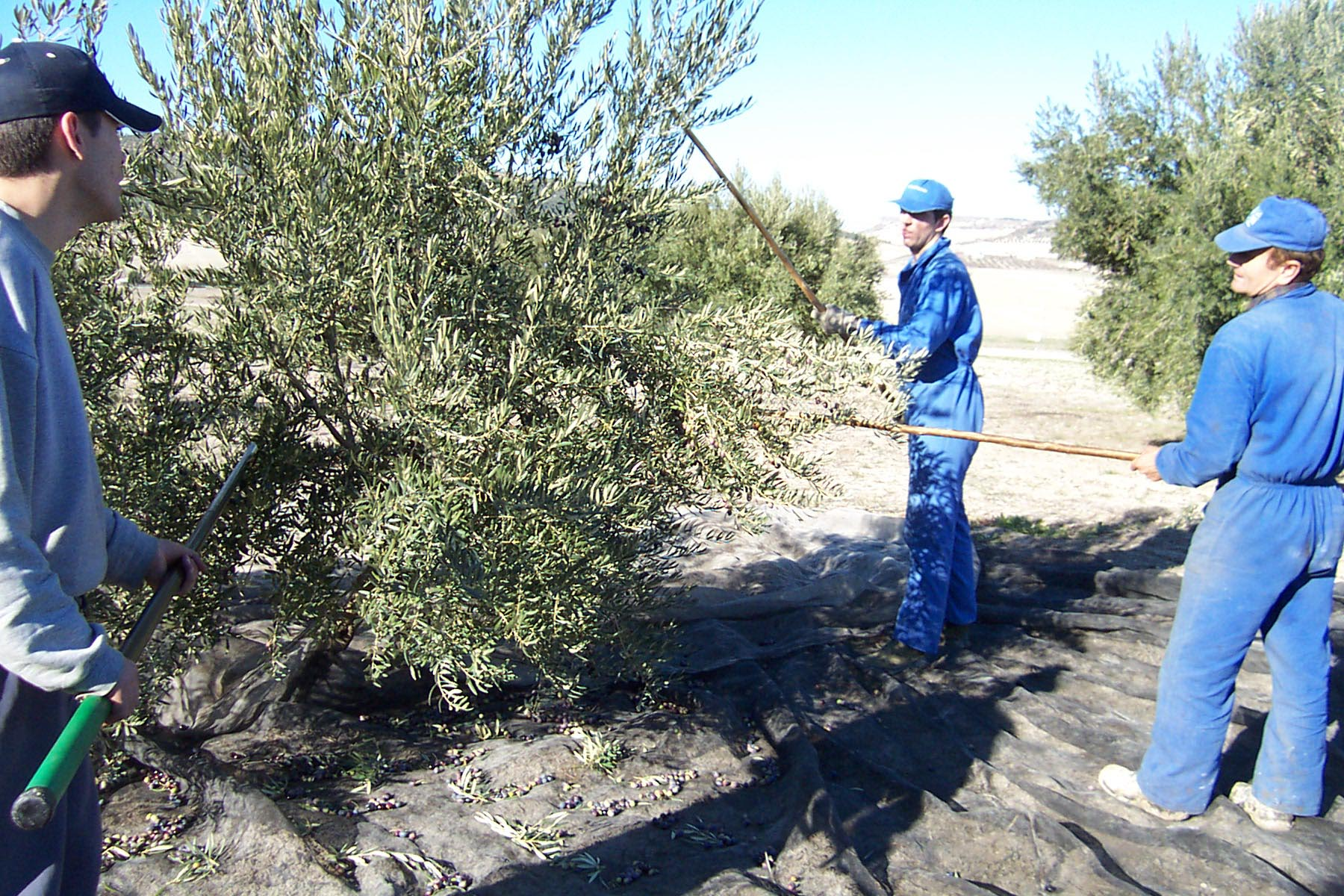
Aceituneros en Jaén

La agricultura en Andalucía se ha basado tradicionalmente en el cultivo del trigo, el olivo y la vid, la llamada tríada mediterránea. La sociedad andaluza ha sido durante siglos mayoritariamente agraria. Atendiendo a su uso, las 8.737.052 Ha del territorio andaluz se dividen en tierras de cultivo (3.996.217 Ha), prados y pastizales (843.698 Ha), terrenos forestales (2.557.668 Ha) y otras superficies (1.339.469 Ha).
En la mayor parte de la región predominan las grandes explotaciones agrícolas o latifundios, como son las alquerías, los cortijos y las haciendas. Los labriegos y jornaleros encargados de trabajar estas extensas tierras se concentraban en grandes núcleos de población distantes entre sí. La pequeña propiedad agraria o minifundio no tiene una presencia significativa en la región, salvo en determinadas zonas del antiguo Reino de Granada, donde existen dos comarcas especialmente importantes desde el punto de vista agrícola: la Vega y las Alpujarras.
En las últimas décadas los cultivos tradicionales han ido retrocediendo en el interior en favor de los cultivos intensivos y extensivos de trigo, arroz, remolacha, algodón y girasol. Del mismo modo se han extendido los cultivos bajo plástico en invernaderos, destacando los cultivos hortícolas del Poniente Almeriense y la floricultura en Chipiona y su entorno. En la zona litoral el retroceso de los cultivos tradicionales ha sido impuesto sobre todo por la urbanización masiva. El abastecimiento de productos agrícolas de Andalucía al resto de la España peninsular le ha valido el nombre de «el granero de España».

### Pesca
La pesca es una actividad tradicional de las costas andaluzas que aporta un componente esencial a la dieta alimenticia de los andaluces. La flota pesquera es la segunda en importancia de la nación, con un área de pesca muy extensa, que sobrepasa las aguas andaluzas. Hasta prácticamente la Edad Contemporánea la pesca fue una de las pocas actividades desarrolladas en el litorial capaz de sostener población debido a lo insalubre de estos espacios en el caso del litoral atlántico y al problema de la piratería morisca en el Mediterráneo.
En la actualidad existen graves problemas de sobreexplotación debido a los adelantos en las técnicas de pesca y en los buques pesqueros de gran calado y dotados de pes congeladores que son capaces de faenar durante varias semanas. Esta modernizada pesca está asociada a las actividades de altura, mientras que la pesca litoral, salvo por la motorización de las embarcaciones, sigue siendo una actividad muy artesanal.
En el año 2013 el sector de la pesca, incluyendo el sector primario, la manufactura y el sector comercial generó 316,65 millones de euros en toda Andalucía, lo que supuso un 0,22% del PIB andaluz de aquel año.

### Ganadería

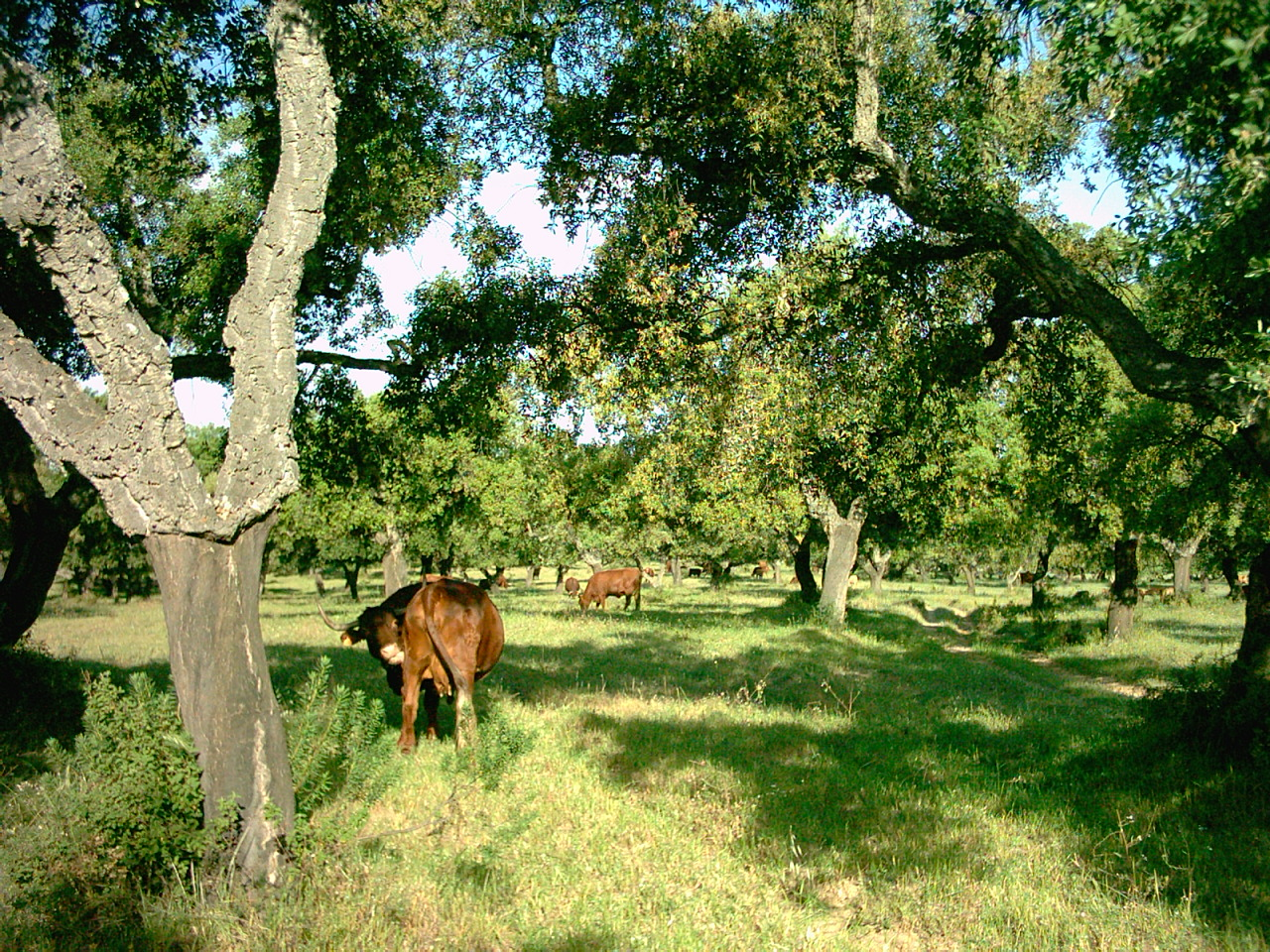
Dehesa Boyal, Bollullos Par del Condado

La ganadería es una actividad con una larga tradición en Andalucía. Sin embargo, desde el siglo XVIII, entra en un grave letargo del que aún no se ha despertado. La nueva configuración de los espacios económicos relegan a la ganadería de la campiña para expulsarla a las zonas adehesadas de las zonas montañosas, mucho más deprimidas y con menor presión en los distintos usos del suelo. Así, la ganadería ocupa un lugar semimarginal en la economía andaluza, aportando menos del 10% de la producción ganadera nacional, mientras que el sector agrícola aporta un 30%. Por lo tanto, el nivel de autoabastecimiento regional es insuficiente y tan sólo un 90% de las necesidades de carne y leche se abastecen desde sus fronteras. Es indudable que las condiciones climáticas andaluzas tienen mucho que decir en esta situación, sin embargo, no es menos cierto que existen explicaciones históricas que mantienen al sector ganadero en esta situación marginal.
Sin embargo, Andalucía, gracias a su extensión territorial y a su gran mercado de consumo interno, tiene infinitas potencialidades de desarrollo para este sector. Las cabañas ovina y caprina autóctonas presentan grandes posibilidades dentro de una Europa excedentaria en muchos productos ganaderos, pero deficitaria en los derivados del ovino y el caprino: carne, leche, cuero, etc.

### Caza
La riqueza cinegética de Andalucía está más que atestiguada. A lo largo de su historia el territorio andaluz ha sido soporte de una intensa actividad cinegética. Fe de ello da el Libro de la Montería de Alfonso XI, compuesto entre 1340 y 1350. Otro ejemplo nos lo dan los naturalistas y cazadores ingleses Abel Chapman y Walter J. Buck en dos de sus obras: La España Agreste (1893) y La España Inexplorada (1910).
En la actualidad el recurso cinegético mantiene su importancia en todo el territorio andaluz: el ciervo (Cervus elaphus) y jabalí (Sus scrofa), son dentro de la caza mayor las más importantes. No obstante, existen otras especies de gran valor cinegético: la cabra montés (Capra pyrenaica), el muflón (Ovis musimon), el gamo (Dama dama), el corzo (Capreolus capreolus), etc. A estas especies de caza mayor, hay que sumar otras tantas de caza menor, entre las que destacan: la perdiz (Alectoris rufa), el conejo (Oryctolaqus cuniculus), la liebre (Lepus capensis), la codorniz (Coturnix coturnix), el zorzal (Tudus philomelos), la paloma torcaz (Columba palumbus), etc.
La caza, en la actualidad, ha perdido su carácter de actividad para la obtención de alimentos. Y se ha convertido en una actividad de ocio ligada a los espacios serranos, donde supone una actividad complementaria, nada despreciable, a la forestal y ganadera (en grave crisis), debido a sus importantes ingresos económicos.
La consideración de la caza como recurso económico (en muchos espacios serranos, es la actividad cinegética la que ordena el espacio, por encima de otras actividades como la ganadera) supone una importante inversión en la gestión de estos espacios. De hecho es una evidencia que muchos de los espacios naturales mejor conservados son a su vez territorios que han soportado un aprovechamiento cinegético (sierra de Andújar, sierra de Hornachuelos, sierras de Cazorla y Segura, sierra de Cardeña, Sierra Mágina, Doñana, etc.) Si bien la caza ha supuesto la desaparición de muchos recursos, su ordenamiento ha provocado la proliferación de muchas especies, a destacar las grandes rapaces como el buitre negro o el águila imperial y depredadores como el lince o el lobo.
Caza y conservación de la naturaleza no son, pues, conceptos excluyentes, si bien la creciente demanda y presión sobre un recurso tan frágil, abren un nuevo reto sobre la ordenación y regularización de esta actividad económica que garanticen su sostenibilidad, debido a los importantes ingresos que generan sobre los deprimidos espacios serranos.

### Recursos forestales
Los espacios forestales en Andalucía tienen una gran importancia por su extensión y su diversificación: pastos, frutos, madera, etc. Y por otros aspectos difícilmente cuantificables económicamente como la fijación del suelo, la regulación hídrica, mantenimiento de flora y fauna, que tienen un gran interés ambiental.
La actual superficie forestal de Andalucía es de unos 4 millones de ha, producto de un proceso de lucha entre distintos usos por la ocupación del espacio geográfico. En este caso, la ocupación forestal es el aprovechamiento más marginal y por lo tanto se ha reducido a las zonas de montaña donde no existe competencia por parte de otros usos. Sobre este proceso ya se habló en el apartado de ganadería
Existe una gran diversidad de especie, estados y tipos vegetales, heredados de la distinta intensidad de interacción del hombre con el medio. De esta forma podemos apreciar espacios con una transformación lenta y con una base en el substrato vegetal climácico como son: dehesas, encinares y alcornocales. Por el contrario, existen otros espacios fuertemente antropizados y de un dinamismo muy intenso, como son las repoblaciones forestales de especies no climácicas: pinares y eucaliptales.
En total la superficie forestal supone aproximadamente el 50% de la superficie andaluza, de la que aproximadamente la mitad es superficie arbórea (más de 10 árboles por ha). El resto de superficie no arbolada está comprendida por pastizales, matorrales y roquedales.
El valor de la producción de los espacios forestales apenas supone el 2% de la producción agrícola. La caza, la madera, los frutos (piñones) y el corcho junto con los aprovechamientos de los pastos suponen los subsectores más importantes. Para explicar el bajo aporte a la producción hay que tener en cuenta una doble vertiente: natural y económica:
En cuanto al factor natural hay que hacer especial hincapié a la escasas precipitaciones en Andalucía además del período de sequía estival. Esto hace que la productividad del medio forestal andaluz sea sensiblemente inferior al de la España húmeda y claramente inferior al de la Europa del Norte. Estas carencias de Andalucía intentaron ser subsanadas, sobre todo a partir de los años 60, con la repoblación de especies forestales de rápido crecimiento (principalmente eucaliptos en la zona occidental) para aumentar las superficies maderables. Sin embargo esta política es muy agresiva con el medio ambiente y pone en peligro la conservación de los espacios naturales. Las superficies de bosque, matorral y monte, si bien no tienen gran productividad económica, tienen claros beneficios ambientales que justifican su permanencia.
En el factor económico hay que tener en cuenta principalmente la no existencia de una auténtica política de ordenación de estos espacios y por lo tanto de aprovechamiento económico.
Ambos factores son reflejo del desequilibrio espacial que existe entre estos espacios forestales y el resto del territorio andaluz. Los aprovechamientos marginales no son suficientes para fijar a la población, por lo que está en su mayoría ha envejecido y se ha reducido hasta un 50% en las últimas décadas.
El futuro de estos espacios está en poner en valor sus aptitudes ambientales y para ello es necesaria una política específica para el medio forestal que permita aumentar la renta de sus moradores y por lo tanto fijar la población que es imprescindible para mantener sus propiedades beneficiosas para el medio ambiente. Estos espacios están fuertemente antropizados, por lo que la presencia humana es fundamental en el equilibrio creado: hombre/naturaleza.

### Minería

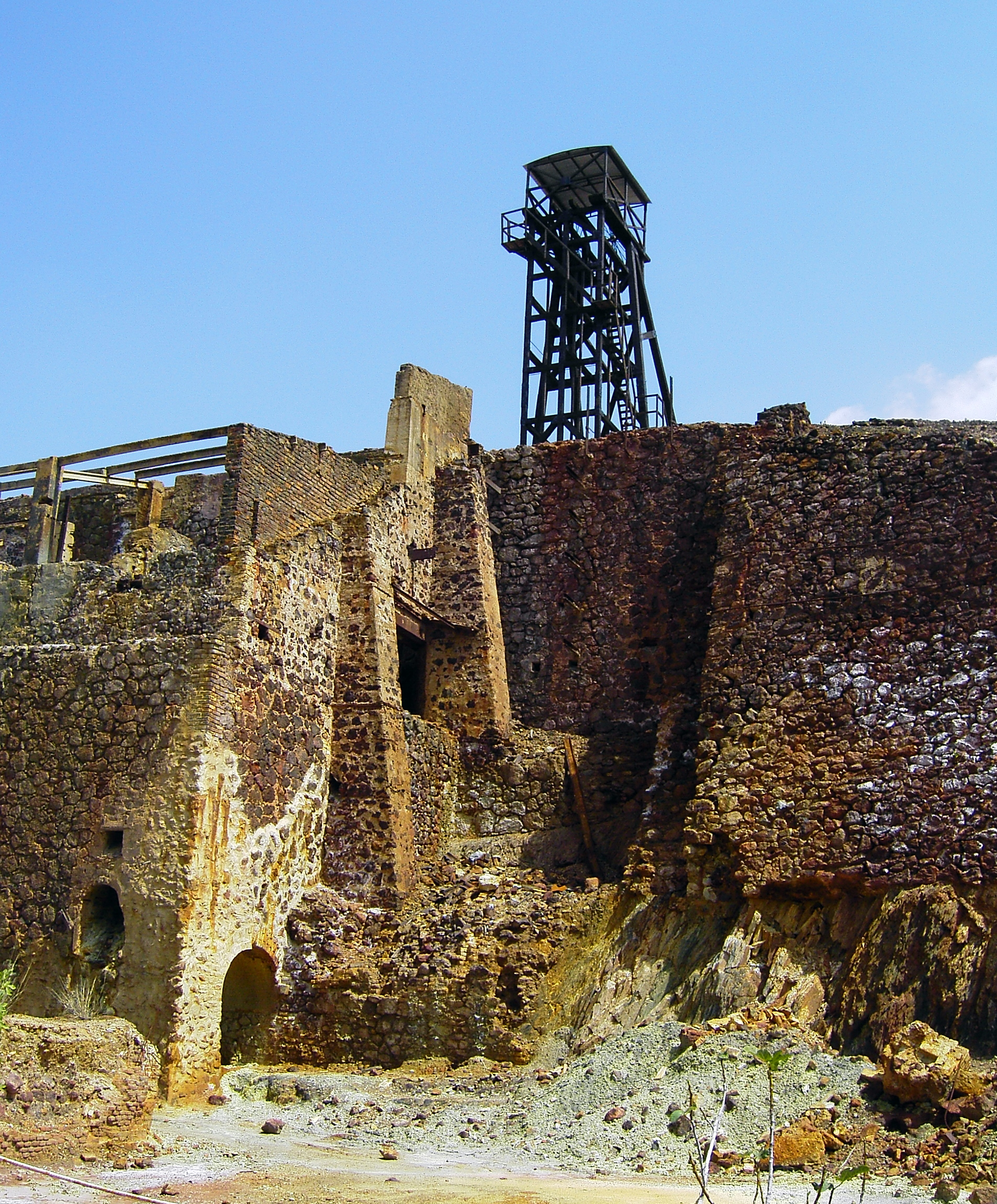
Malacate en Nerva (Huelva).

A pesar de la baja rentabilidad y crisis generalizada en el sector, la minería aún tiene cierta importancia. Si comparamos el valor de las extracciones con el resto de España, se puede constatar que, en cuanto a las extracciones metálicas, Andalucía aporta el 59% del valor total nacional, destacando especialmente las piritas y el hierro. Para los metales preciosos (oro y plata) el porcentaje aumenta hasta el 98%, mientras que las extracciones de estroncio suponen el 100%, las de atapulgita el 84% y la bentonita volcánica el 77%. El valor del mármol, los yesos, la sal marina, las dolomías y la barita, también tienen una importancia relativa con respecto al total nacional, del que participa en más de un 20%.
En lo que se refiere a la distribución provincial, destaca en primer lugar la provincia de Huelva, donde se genera el 40 por ciento del valor total de las extracciones, merced fundamentalmente a las explotaciones de la franja pirítica y, en menor medida, las provincias de Córdoba (carbón de la cuenca del Guadiato), Sevilla (polimetálicos de Aznalcóllar) y Granada (hierro de Alquife). En el caso de las rocas industriales (calizas, arcillas y otros materiales utilizados en la construcción) presentan una distribución muy repartida por todo el territorio andaluz.